# Обойдённые
«Обойдённые» — роман русского писателя Николая Лескова, впервые опубликованный в 1865 году в журнале «Отечественные записки». В 1866 году вышел отдельным изданием. Изначально Лесков планировал назвать роман «Всяк своему нраву работает».
В центре сюжета находится описание «любовного треугольника» главного героя Долинского, Анны Михайловны и Доры, за которым наблюдает художник Журавка. Литературоведы видят здесь автобиографические мотивы (воспоминания Лескова о жизни в Киеве, его переживания, связанные с неудачным браком). Создавая отрицательных персонажей-нигилистов, Лесков продолжал линию, начатую в романе «Некуда».